# Icar
Icar, fiul lui Daedalus (Dedal), este un personaj mitologic, prezentat de Publius Ovidius Naso în cartea a VIII-a a Metamorfozelor.

## Mitologie
Icar este fiul lui Dedal, prezentat în mitologia greacă drept arhitect și sculptor, cel care a contribuit la ridicarea celebrului labirint din Knossos. În acest labirint regele Cretei, Minos, îl închisese pe Minotaur, fiul uniunii dintre nevasta regelui, Pasiphae și taurul alb dăruit de Poseidon regelui.
Pentru a-i potoli pofta de carne umană, Minos îi trimitea lui Minotaur flăcăi și fecioare. După o vreme, Dedal, sătul de sacrificiile făcute pentru Minotaur, complotează cu Tezeu pentru uciderea monstrului. Drept pedeapsă, Minos îi închide pe arhitect și pe fiul acestuia, Icar, în labirint și zidește ieșirea. Însa ingeniosul Dedal reușește să confecționeze două perechi de aripi de ceară și din pene, pentru el și fiul său, care ar fi trebuit să îi salveze. Icar, fascinat de frumusețea zborului și a înălțimilor, se apropie prea mult de Soare. Zeul Helios, mânios pe faptul că oamenii au descoperit secretul zborului, topește cu căldura sa aripile lui Icar, care se prabușește în apele marii Egee. Icar se lovește de niște stânci și moare. De atunci acea parte a mării și insula îi poarta numele, Icaria, la sud vest de Samos.

## Interpretare

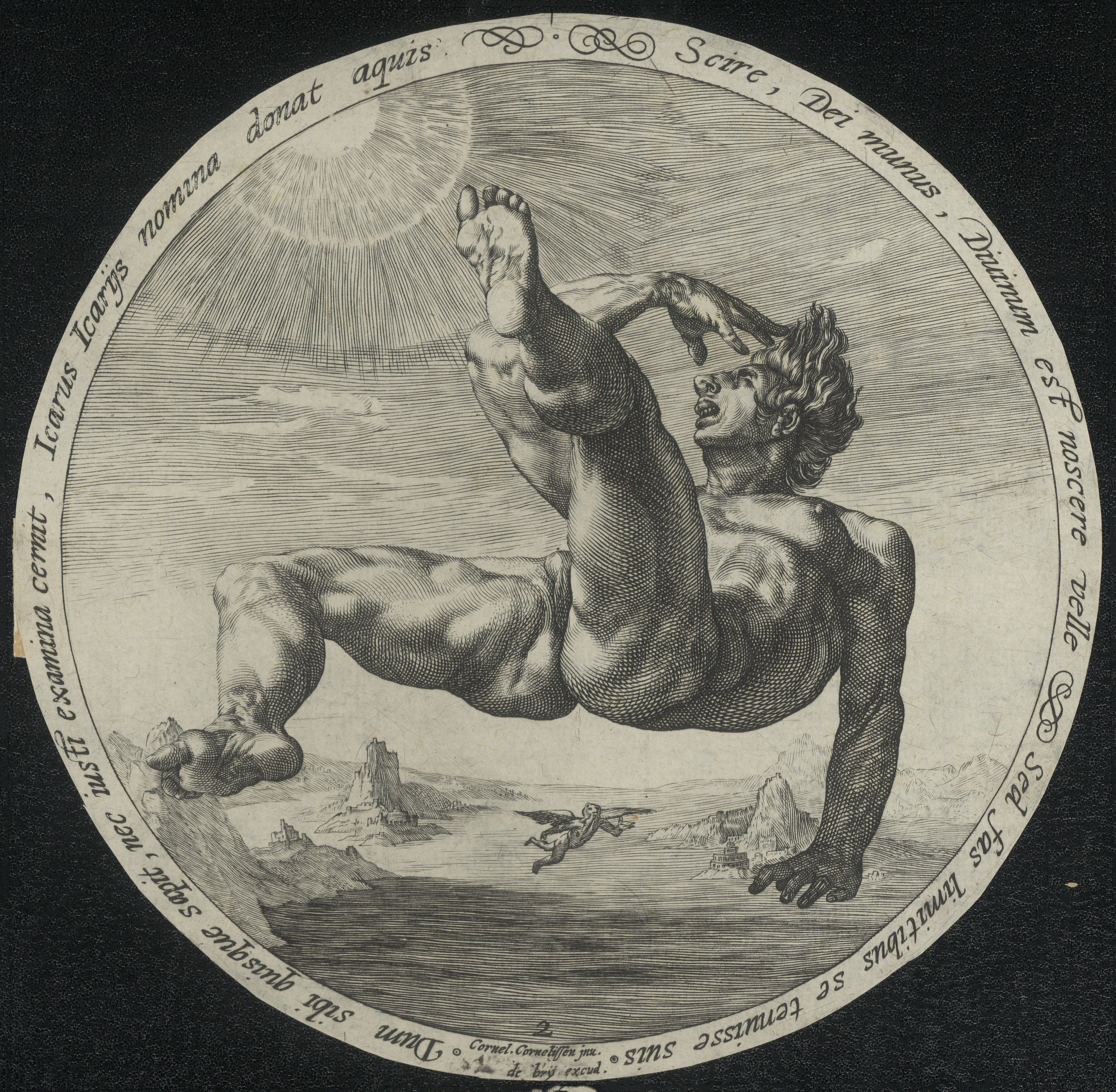
Căderea lui Icar

În cartea lui, Și tu poți să zbori, Seth Godin arată schimbarea istorică a modului în care cultura occidentală a propagat și interpretat mitul lui Icar.
"Morala legendei: dă-i ascultare regelui; dă-i ascultare tatălui. Nu-ți imagina că ai fi mai bun decât ești și, mai presus decât toate, să nu crezi vreodată că ai putea face ceea ce doar regii pot să facă. Dar mai există o parte a mitului care nu ți-a fost spusă: pe langă faptul că i-a zis lui Icar să nu zboare prea sus, Dedal și-a instruit fiul să nu zboare nici prea jos, prea aproape de mare, pentru că apa i-ar distruge aripile. Societatea a modificat mitul, încurajându-ne să uităm o bună parte din el, și a creat o cultură în care ne amintim constant unii altora de pericolele care ne așteaptă dacă ne ridicăm și ieșim din anonimat, dacă devenim vizibili. Industriașii au făcut din hybris un păcat cardinal, dar au ignorat complet un neajuns mult mai des întâlnit: mulțumirea cu puțin".